# Tunnerbohultasjön
Tunnerbohultasjön är en sjö i Gislaveds kommun och Hylte kommun i Småland och ingår i Nissans huvudavrinningsområde. Sjön är 3 meter djup, har en yta på 0,333 kvadratkilometer och befinner sig 128,3 meter över havet. Sjön avvattnas av vattendraget Flinterydsbäcken. Vid provfiske har abborre, braxen, gädda och mört fångats i sjön.

## Delavrinningsområde
Tunnerbohultasjön ingår i det delavrinningsområde (633098-133964) som SMHI kallar för Mynnar i Kilan. Medelhöjden är 135 meter över havet och ytan är 15,91 kvadratkilometer. Det finns inga delavrinningsområden uppströms utan avrinningsområdet är högsta punkten. Flinterydsbäcken som avvattnar avrinningsområdet har biflödesordning 3, vilket innebär att vattnet flödar genom totalt 3 vattendrag innan det når havet efter 63 kilometer. Delavrinningsområdet består mestadels av skog (76 %). Avrinningsområdet har 1,04 kvadratkilometer vattenytor vilket ger det en sjöprocent på 6,6 %.